# Lepidodendron
Lepidodendron, ook bekend als de schubbomen, is een geslacht van uitgestorven primitieve, vasculaire, boomachtige planten die verwant zijn aan de Isoëtes (biesvarens) en Lycopsida (wolfsklauwen). Ze maakten deel uit van de kolenbosflora. Ze bereikten soms hoogten van meer dan dertig meter, en de stammen hadden vaak een diameter van meer dan een meter. Ze bloeiden tijdens het Carboon (ongeveer 359,2 ± 2,5 miljoen jaar geleden en werden gevonden tot het Boven-Trias, ongeveer 205 miljoen jaar geleden) voordat ze uitstierven. Soms ten onrechte 'gigantische wolfsklauwen' genoemd, was het geslacht eigenlijk nauwer verwant aan moderne Isoëtes dan aan moderne wolfsklauwen. De naam Lepidodendron komt van het Griekse λεπίς lepis, schaal en δένδρον dendron, boom.

## Beschrijving
Lepidodendron-soorten waren vergelijkbaar in grootte met moderne bomen. De planten hadden langzaam taps toelopende stammen tot een breedte van twee meter aan hun basis die steeg tot ongeveer dertig meter, voortkomend uit een ondergronds systeem van horizontaal verspreide takken die bedekt waren met veel wortels. Hoewel de hoogte van de bomen de planten vergelijkbaar maakt met moderne bomen, creëerde de herhaalde dichotomie van takken een kenmerk die contrasteert met die van moderne bomen. Aan de uiteinden van de takken waren ovale kegels die een soortgelijke vorm hadden als moderne kegels van een spar.
De stam van de bomen had een unifaciaal vasculair cambium, in tegenstelling tot het bifaciaal vasculair cambium van moderne bomen. Hoewel het bifaciale cambium van moderne bomen zowel secundair floëem als xyleem produceert, produceerde het unifacial cambium van Lepidodendron-bomen alleen secundair xyleem. Naarmate de bomen ouder werden, nam het hout dat door de unifaciale cambium werd geproduceerd af naar de top van de plant, zodat terminale twijgen leken op jonge Lepidodendron-stengels. De stengels en takken van de bomen bevatten weinig hout in vergelijking met moderne bomen, waarbij de meerderheid van de volwassen stengels uit een massieve corticale meristeem bestaat. De bijna uniforme groei van dit corticale weefsel duidt niet op een verschil in groei tijdens veranderende seizoenen en de afwezigheid van slapende knoppen duidt verder op het gebrek aan seizoensgebondenheid bij Lepidodendron-soorten. De buitenste cortex van de oudste stengels ontwikkelde zich tot de schorsachtige lycopodiopsid periderm. De schors van de bomen was enigszins vergelijkbaar met die van Picea-soorten, omdat bladlittekens pinachtige uitsteeksels vormden die uitrekten en scheurden naarmate de schors uitrekte. Om de buigkracht van de wind te weerstaan, hingen Lepidodendron-bomen af van hun buitenste bast in plaats van hun vaatweefsel, in vergelijking met moderne bomen die voornamelijk op hun centrale houtmassa vertrouwen.
De bladeren van de bomen waren naaldachtig en spiraalsgewijs rond jonge scheuten, elk met slechts een enkele ader. De bladeren waren vergelijkbaar met die van een spar in sommige soorten en vergelijkbaar met die van o.a. Pinus roxburghii, hoewel in het algemeen de bladeren van Lepidodendron-soorten niet te onderscheiden waren van die van Sigillaria-soorten. De aflopende bladeren vormden een cilindrische schil rond takken. De bladeren waren alleen aanwezig op dunne en jonge takken, wat aangeeft dat hoewel de bomen groenblijvend waren, ze hun naalden niet zo lang vasthielden als moderne naaldbomen. De bladkussens waren spitsvormig en langwerpig en groeiden maximaal tot een lengte van acht centimeter en een breedte van twee centimeter. Het midden van de bladkussens was glad, waar bladlittekens werden gemaakt als een abscisielaag een blad van de basis sneed. Elk bladlitteken was samengesteld uit een centraal cirkelvormig of driehoekig litteken en twee laterale littekens, die kleiner en ovaalvormig waren. Dit centrale litteken geeft aan waar de hoofdvatenbundel van het blad is verbonden met het vaatstelsel van de stengel. Deze xyleem-bundel bestond alleen uit primaire luchtpijpen. De twee buitenste littekens markeren de gevorkte takken van een streng vaatweefsel die van de cortex van de stengel in het blad is overgegaan. Deze gevorkte streng wordt soms de 'parichnos' genoemd. Rond deze streng waren parenchymcellen en af en toe dikwandige elementen. Rondom beide geleidende weefsels lag een brede schede van transfusietracheïden. Onder het bladlitteken loopt het bladkussen taps toe naar een basale positie. In dit taps toelopende gebied waren cirkelvormige indrukken met fijne kuilen aanwezig. Deze indrukken waren continu met de parichnos-littekens aan de bovenkant van het taps toelopende gedeelte. Dit komt omdat de indrukken worden gevormd door aerenchymweefsel dat zich nauw met de parichnos ontwikkelde. Boven het bladlitteken was een diepe driehoekige indruk bekend als de 'ligulaire put' voor zijn overeenkomsten met de ligule van Isoetes. In sommige bladkussens was een tweede depressie aanwezig boven de ligulaire put. Hoewel het doel onduidelijk is, is gesuggereerd dat de verlaging de positie van een sporangium kan markeren. Naarmate de tak van een Lepidodendron-boom groeide, groeide het bladkussen slechts tot op zekere hoogte, waarlangs het bladkussen zich uitstrekte. Dit uitrekken verbreedde de groef die de bladkussens scheidde, waardoor een breed, vlak kanaal werd gecreëerd.
Hyphae zijn af en toe aanwezig in de weefsels van Lepidodendron-bomen, wat duidt op een gevoeligheid voor schimmelparasieten. Verschillende fossiele geslachten zijn beschreven om de verschillende niveaus van verval in Lepidodendron-schorsfossielen te noemen. De naam Bergeria beschrijft stengels die hun opperhuid hebben verloren, Aspidiariu wordt gebruikt wanneer kussens zijn verwijderd door diep verval en Knorria wordt gebruikt wanneer de bladkussens en het grootste deel van de corticale weefsels zijn vervallen, met een ondiep 'geribbeld' oppervlak achterblijvend. Er is echter gesuggereerd dat dit meer waarschijnlijke groeivormen zijn dan geconserveerde schorssoorten, omdat hele versteende stammen zijn ontdekt met ongelijke vormen. Als wordt aangenomen dat verval door de hele romp constant is, duiden verschillende vormen op groei in plaats van niveaus van verval. Het is aannemelijk dat de stam van de Lepidodendron-bomen respectievelijk de groeivormen Knorria, Aspidiaria en Bergeria ondergingen die in de stam opgroeiden.

## Reproductie
Lepidodendron-soorten hadden een levenscyclus van tien tot vijftien jaar, bestaande uit een groeicyclus, waarin de bomen tot een vooraf bepaalde hoogte groeiden, en een daaropvolgende voortplantingscyclus, waarin de bomen voortplantingsorganen produceerden, waarna de bomen stierven, vergelijkbaar met de levenscyclus van een Mauna Kea silversword. Lepidodendron-bomen reproduceren zich niet met zaden, maar worden gereproduceerd met sporen. De sporen werden opgeslagen in sporangia gelegen op vruchtbare stengels die op of nabij de hoofdstam groeiden. De vruchtbare stengels groeiden samen in kegelachtige structuren die geclusterd aan de uiteinden van takken.

## Verspreiding
Het ontbreken van groeiringen en slapende knoppen duidt niet op seizoensgebonden, maar groeipatronen en moderne planten met vergelijkbare kenmerken hebben de neiging om te groeien in tropische omstandigheden, maar Lepidodendron-soorten werden verspreid over subtropische omstandigheden. De bomen leefden in een uitgestrekt gebied in vergelijking met tropische flora uit dezelfde periode, met bomen die zo ver naar het noorden groeiden als Spitsbergen en zo ver naar het zuiden als Zuid-Amerika, in een breedtegraad van 120 °.

## Achteruitgang en uitsterven
In het Mesozoïcum waren de gigantische lycopsiden uitgestorven en werden ze vervangen door naaldbomen en kleinere quillworts. Dit kan het gevolg zijn van concurrentie van de opkomende houtachtige gymnospermen. Lepidodendron is een van de meest voorkomende plantenfossielen die worden gevonden in rotsen uit de Pennsylvanien (Boven-Carboon) periode. Ze zijn nauw verwant aan andere uitgestorven lycopsida, Sigillaria en Lepidendropsis.

## Cultuur
In de 19e eeuw werden versteende stammen van Lepidodendron door amateurs vaak tentoongesteld op kermissen als gigantische fossiele hagedissen of slangen. Omgekeerd werd het fossiel van een temnospondyli-amfibie, verzameld in een Trias-formatie in Tasmanië, in 1885 beschreven als de kegel van een oude plant, met affiniteiten voor dit geslacht, als Lepidostrobus muelleri.

## Soorten
- L. aculeatum Sternberg (1820)
- L. acuminatum Göppert (1852)
- L. batovii Chachlov 1948
- L. lanceolatum Lesquereux (1879-1880)
- L. lycopoioïdes Sternberg (1823)
- L. mannebachense Presl (1838)
- L. obovatum Sternberg (1820)
- L. ophiurus Brongniart (1828)
- L. rhodeanum Sternberg (1825)
- L. rimosum Sternberg (1820)
- L. scutatum Lesquereux (1879-1880)
- L. veltheimii Sternberg (1825)
- L. volkmannium Sternberg (1825)
- L. whitehillianum Anderson & Anderson 1986

## Afbeeldingen

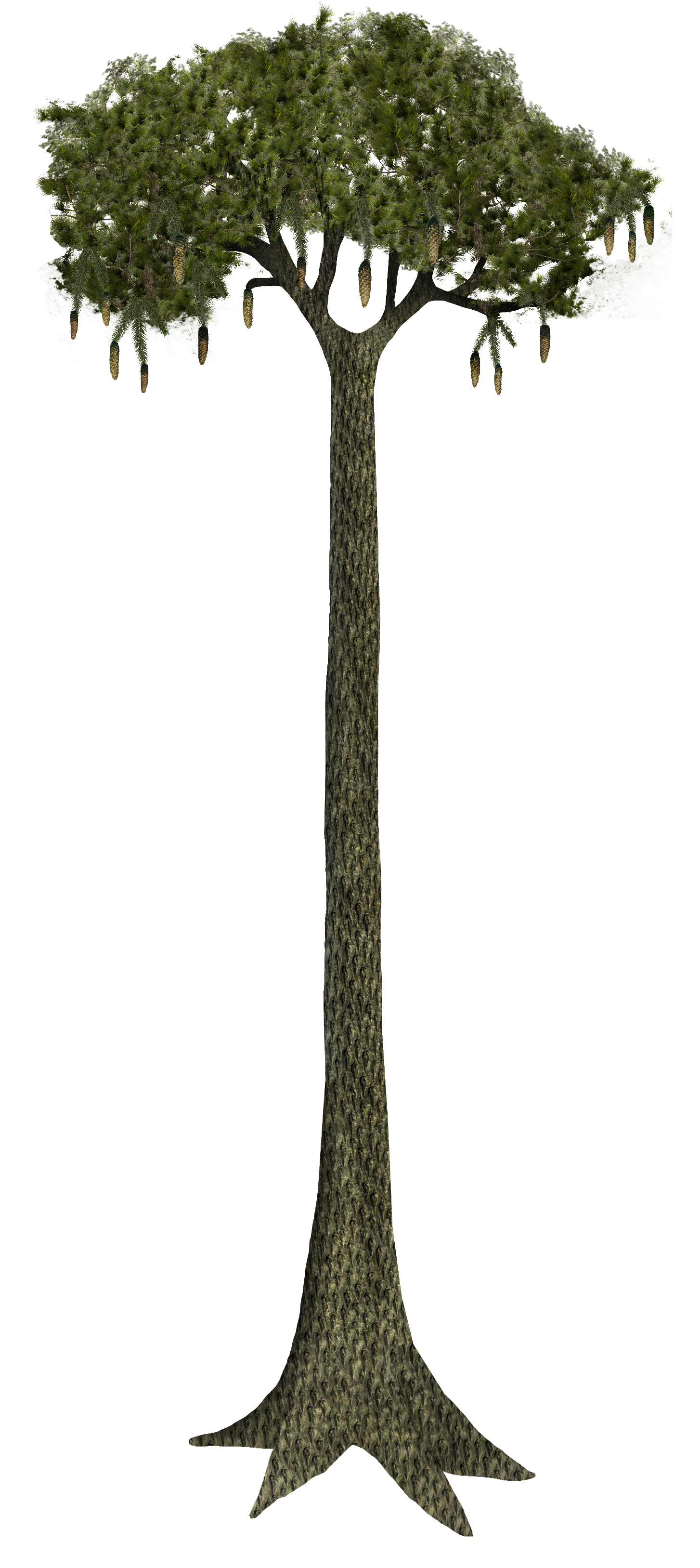
Artistieke impressie van een Lepidodendron.
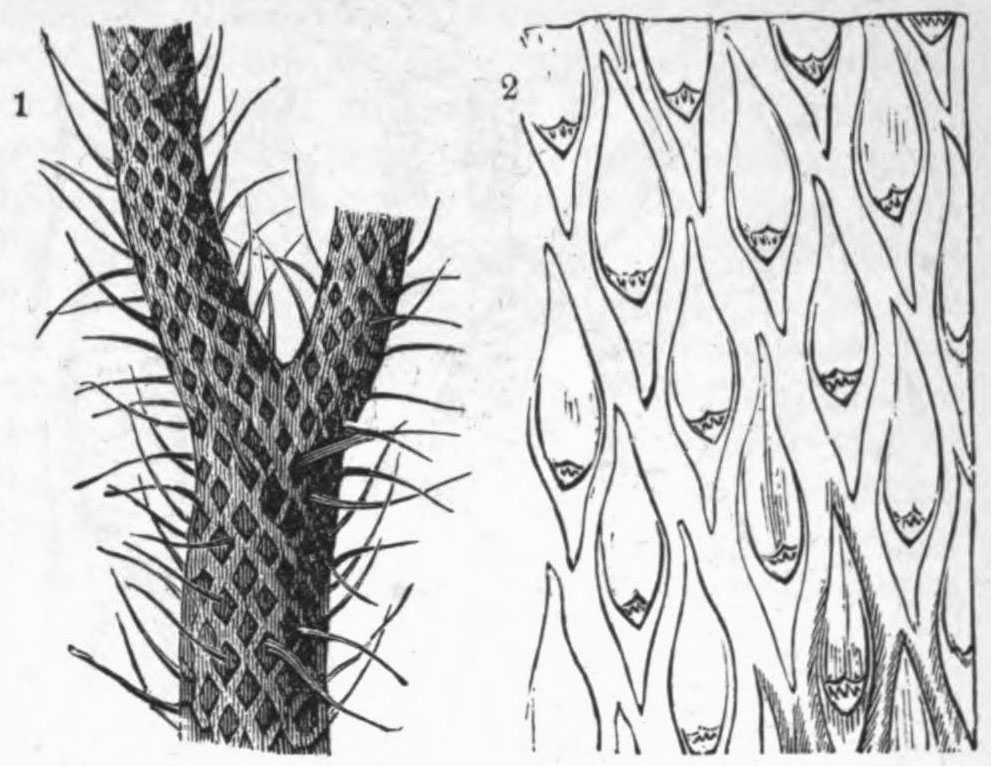
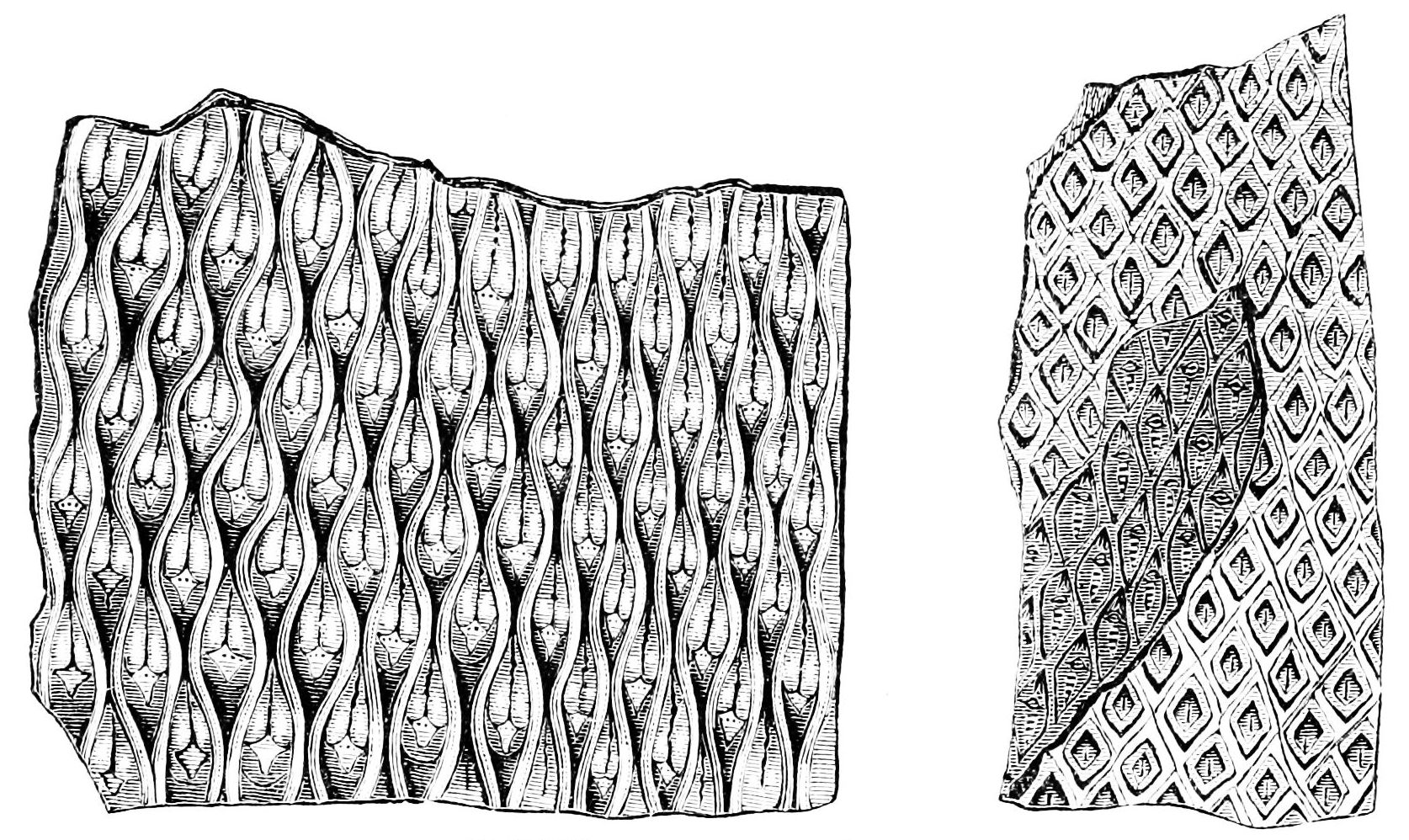
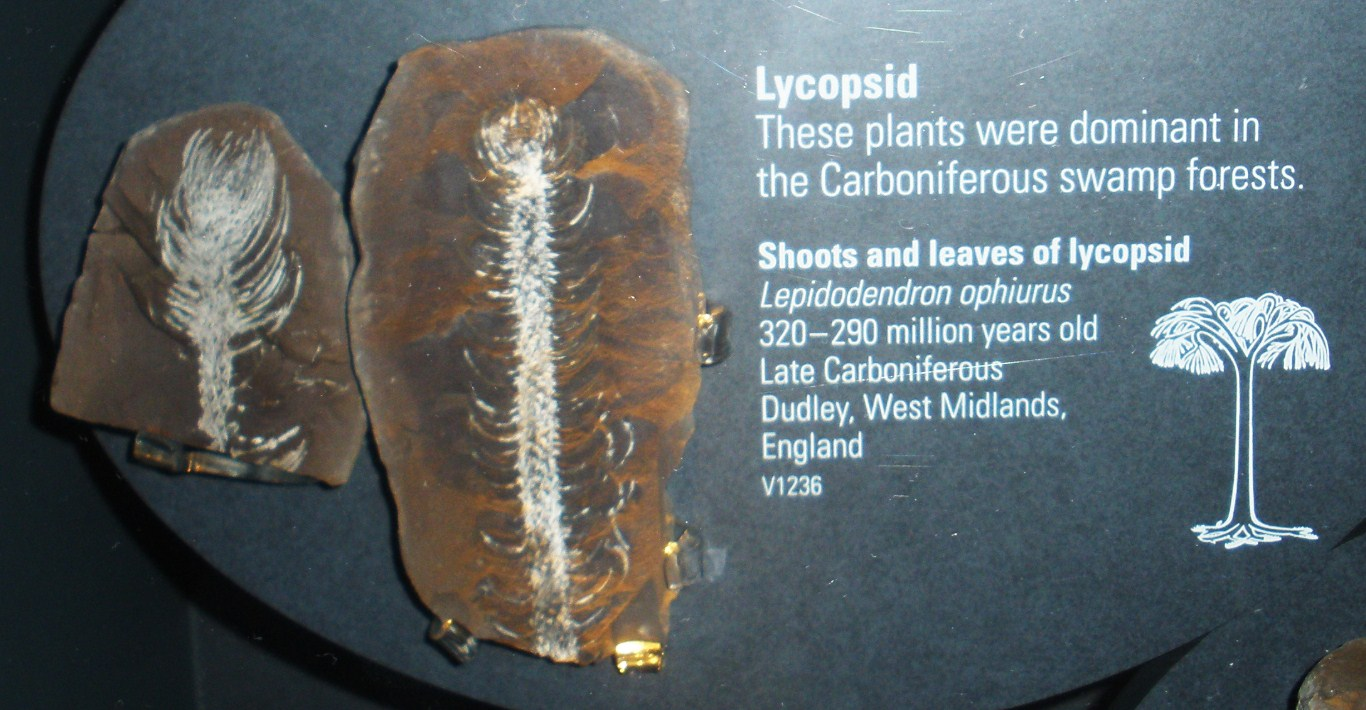